# Đông A
Đông A là một phường thuộc tỉnh Ninh Bình, Việt Nam.

## Địa lý
Đông A nằm cách phường Hoa Lư - trung tâm tỉnh lỵ Ninh Bình 31 km về phía Đông Bắc, có vị trí địa lý:
- Phía đông giáp phường Nam Định và xã Nam Lý.
- Phía tây giáp phường Mỹ Lộc.
- Phía nam giáp phường Thành Nam.
- Phía bắc giáp xã Bình Giang.

Phường Đông A	có diện tích:	22,07	km², 	dân số:	31.802	người, mật độ dân số: 	1441	người/km². 	Đây là đơn vị có diện tích xếp thứ:	97	, số dân xếp thứ: 	60	và mật độ dân số xếp thứ: 	35	ở Ninh Bình.
Phường này nằm trên Quốc lộ 10, 21, 21B.

## Lịch sử
Theo Nghị quyết số 1674/NQ-UBTVQH15 ngày 16/6/2025 về sắp xếp các đơn vị hành chính cấp xã của tỉnh Ninh Bình năm 2025, Sắp xếp toàn bộ diện tích tự nhiên, quy mô dân số của phường Lộc Hòa, xã Mỹ Thắng và xã Mỹ Hà thành phường mới có tên gọi là phường Đông A.

## Di tích
Phường Đông A có cụm di tích quốc gia: Đình Bườn, Miếu Trúc và các lăng mộ tôn vinh các nhân vật lịch sử của triều đại nhà Đinh. Vào thế kỉ X (965) vua Đinh Tiên Hoàng dẹp loạn 12 sứ quân, chọn làng Bườn đưa Mẫu hậu ra lánh nạn. Đi cùng Đinh Triều Quốc Mẫu có hai vị tướng Phùng Gia và Cao Mộc để bảo vệ. Sau đó Mẫu hậu và 2 vị tướng đã mất, mộ phần tại đây. Hàng năm dân làng mở lễ cúng tế tướng Phùng Gia ngày 3/3 âm lịch tướng Cao Mộc ngày 13/11 âm lịch. Nhân dân thôn Bườn đã xây mộ thờ Mẫu hậu và miếu thờ hai vị tướng miếu Trúc.
- Di tích quốc gia đình Bườn thờ Đinh Triều Quốc Mẫu, thân mẫu của Đinh Tiên Hoàng Đế, có phối thờ 2 tướng nhà Đinh Phùng Gia và Cao Mộc.
- Miếu trúc thờ tướng quân Phùng Gia, vị tướng nhà Đinh đã cùng với Cao Mộc đã về làng Bườn trông coi lăng mộ Đàm hoàng thái hậu, thân mẫu của Đinh Bộ Lĩnh. Ông cũng được thờ ở gian phía đông trong đình Bườn.
- Lăng mộ Tướng quân Cao Mộc cách đình Bườn 700m về hướng đông nam trên diện tích 168m². Khám thờ quay ra mộ xây kiểu 2 tầng, 8 mái, lợp giả ngói ống; trên cổ đẳng khám. Cao Mộc cũng được thờ ở gian phía tây đình Bườn.